# 滝春町
滝春町（たきはるちょう）は、愛知県名古屋市南区の地名。丁目の設定はない。住居表示未実施。

## 地理
名古屋市南区西端部に位置する。東は大同町、西は港区、南は白水町、北は港区に接する。

## 歴史
大部分が1806年（文化3年）に開発された大江新田であった地域にあたる。

### 町名の由来
一帯の新田を購入した豪商である東万町在滝定助と玉屋町在春日井丈右衛門の頭文字を採って命名されたという。

### 行政区画の変遷
- 1949年（昭和24年）12月1日 - 南区星崎町の一部により、同区滝春町として成立する[1]。

## 世帯数と人口
2019年（平成31年）4月1日現在の世帯数と人口は以下の通りである。
| 町丁   | 世帯数  | 人口  |
| ------ | ------- | ----- |
| 滝春町 | 488世帯 | 934人 |

### 人口の変遷
国勢調査による人口の推移
| 2000年（平成12年） | 2,279人 | [ WEB 6 ] |  |
| 2005年（平成17年） | 1,727人 | [ WEB 7 ] |  |
| 2010年（平成22年） | 1,223人 | [ WEB 8 ] |  |
| 2015年（平成27年） | 1,011人 | [ WEB 9 ] |  |

## 学区
市立小・中学校に通う場合、学校等は以下の通りとなる。また、公立高等学校に通う場合の学区は以下の通りとなる。
| 番・番地等 | 小学校               | 中学校               | 高等学校 |
| ---------- | -------------------- | -------------------- | -------- |
| 全域       | 名古屋市立柴田小学校 | 名古屋市立名南中学校 | 尾張学区 |

## 交通
- 名鉄常滑線大同町駅[4]

## 施設
- 大同機械製作所本社工場[2]
- 中部電力新名火アパート[2]
- 鯱南寮[2]
- 東海電気工事総合教育センター[2]
- 滝春公園[2]
- 三井東圧化学滝春住宅・滝春寮[2]
- 大同大学滝春校舎[2]
- 大同大学滝春グラウンド[2]
- 名古屋市営滝春荘[2]
- 矢作製鉄滝春社宅[2]
- 名古屋臨海鉄道東港駅・東港機関区・東港保線区・東港工事区[2]

## その他

### 日本郵便
- 郵便番号 : 457-0819[WEB 3]（集配局：名古屋南郵便局[WEB 12]）。

### WEB
1. 1 2  “愛知県名古屋市南区の町丁・字一覧”.   人口統計ラボ. 2017年10月7日閲覧。
2. 1 2  “町・丁目(大字)別、年齢(10歳階級)別公簿人口(全市・区別)”.   名古屋市 (2019年4月22日). 2019年4月23日閲覧。
3. 1 2  “郵便番号”.  日本郵便. 2019年3月17日閲覧。
4. ↑  “市外局番の一覧”.   総務省. 2019年1月6日閲覧。
5. ↑  名古屋市役所市民経済局地域振興部住民課町名表示係 (2015年10月21日). “南区の町名一覧”.   名古屋市. 2017年10月7日閲覧。
6. ↑  名古屋市役所総務局企画部統計課統計係 (2005年7月1日). “（刊行物）名古屋の町(大字)・丁目別人口 (平成12年国勢調査) 南区” (XLS). 2017年10月8日閲覧。
7. ↑  名古屋市役所総務局企画部統計課統計係 (2007年6月29日). “平成17年国勢調査　名古屋の町(大字)別・年齢別人口 南区” (XLS). 2017年10月8日閲覧。
8. ↑  名古屋市役所総務局企画部統計課統計係 (2012年6月29日). “平成22年国勢調査　名古屋の町(大字)別・年齢別人口 南区” (XLS). 2017年10月8日閲覧。
9. ↑  名古屋市役所総務局企画部統計課統計係 (2017年7月7日). “平成27年国勢調査　名古屋の町(大字)別・年齢別人口” (XLS). 2017年10月8日閲覧。
10. ↑  “市立小・中学校の通学区域一覧”.   名古屋市 (2018年11月10日). 2019年1月14日閲覧。
11. ↑  “平成29年度以降の愛知県公立高等学校（全日制課程）入学者選抜における通学区域並びに群及びグループ分け案について”.   愛知県教育委員会 (2015年2月16日). 2019年1月14日閲覧。
12. ↑  “郵便番号簿 2018年度版” (PDF).   日本郵便. 2019年4月23日閲覧。

### 文献
1. 1 2  名古屋市計画局 1992, p. 855.
2. 1 2 3 4 5 6 7 8 9 10 11 12 13  「角川日本地名大辞典」編纂委員会 1989, p. 1541.
3. ↑  名古屋市計画局 1992, p. 568.
4. ↑  名古屋市計画局 1992, p. 569.